# Davide Pagliarani
Davide Pagliarani (25 oktober 1970) is een Italiaans rooms-katholiek geestelijke en sinds 2018 generaal-overste van de Priesterbroederschap Sint-Pius X. Hij volgde bisschop Bernard Fellay op.
In 1989 trok Davide naar het seminarie Flavigny-sur-Ozerain nadat hij zijn dienstplicht had vervuld. In 1996 werd hij tot priester gewijd door Bernard Fellay. Hij heeft gewerkt in Rimini en Singapore en was rector van het Onze-Lieve-Vrouw Medeverlosterseminarie in de Argentijnse plaats La Reja.
Op 11 juli 2018 werd hij gekozen tot nieuwe generaal-overste van de Priesterbroederschap Sint-Pius X voor een termijn van 12 jaar.